# Villamosüzemek Németországban

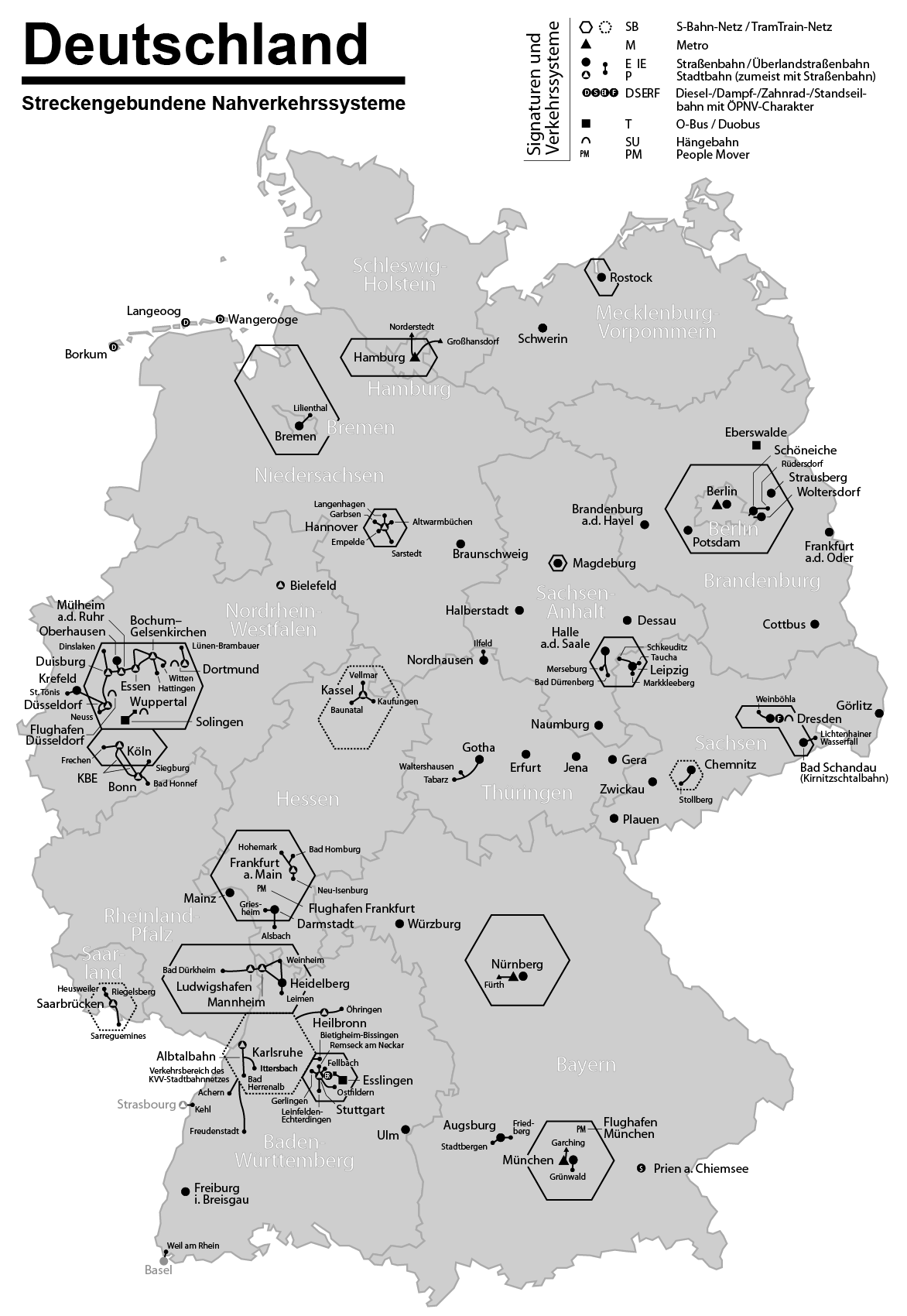
S-Bahn-, Stadtbahn-, villamos- és metróhálózatok Németországban

Ez a szócikk a Németországban található villamos- és Stadtbahnüzemeket sorolja fel.

## Megszűnt rendszerek

### A második világháború előtt megszűnt rendszerek
- Emmerich (1903-1944)
- Hanau (1908-1945)
- Hildesheim (1905-1945)
- Küstrin (1927-1945)
- Landshut (1913-1945)
- Tilsit (1900-1944)
- Warnemünde (1910-1944)
- Wilhelmshaven (1913-1945)

### A második világháború után megszűnt rendszerek
- Aachen († szeptember 29, 1974)
- Baden-Baden († február 28, 1951)
- Badenweiler († május 22, 1955)
- Bad Kreuznach († január 5, 1953)
- Berlin (West) (június 22, 1865 - október 2, 1967)
- Bingen († október 20, 1955)
- Breckerfeld († november 2, 1963)
- Bremerhaven († július 30, 1982)
- Bückeburg († május 21, 1966)
- Castrop-Rauxel († szeptember 30, 1959)
- Celle († június 2, 1956)
- Detmold († augusztus 15, 1954)
- Dillingen/Saar († május 31, 1957)
- Düren († április 30, 1963)
- Eisenach (augusztus 1, 1897 - december 31, 1975)
- Emden († április 30, 1953)
- Straßenbahn Esslingen - Nellingen - Denkendorf († február 28, 1978)
- Flensburg († június 2, 1973)
- Fürth († június 21, 1981 - lecserélve egy metró vonalra)
- Gevelsberg († március 31, 1956)
- Gießen († március 31, 1953)
- Gummersbach († október 4, 1953)
- Hagen († május 29, 1976)
- Hamburg († október 1, 1978 - jelenleg a legnagyobb német város villamosüzem nélküls)
- Hamm († április 2, 1961)
- Hattingen († június 30, 1969)
- Heilbronn († április 1, 1955 - újranyitva 2001 július 21-én)
- Herford († április 22, 1966)
- Herne († szeptember 30, 1959)
- Hohenstein-Ernstthal-Oelsnitz/Erzgeb. (február 15, 1913 - március 26, 1960)
- Idar-Oberstein († július 29, 1956)
- Iserlohn († december 31, 1959)
- Kassel, Herkulesbahn († április 12, 1966)
- Kiel († május 4, 1985)
- Kleve († március 31, 1962)
- Klingenthal (május 27, 1917 - április 4, 1964)
- Koblenz († július 19, 1967)
- Kreischa (október 18, 1977)
- Lörrach († augusztus 31, 1967)
- Kreuztal († május 29, 1952)
- Lübeck († november 15, 1959)
- Marburg († május 17, 1951)
- Mettmann († május 17, 1952)
- Minden († december 29, 1959)
- Moers († szeptember 25, 1954)
- Mönchengladbach († március 15, 1969)
- Mühlhausen (december 21, 1898 - június 27, 1969)
- Müllheim († május 22, 1955)
- Münster († november 25, 1954)
- Neunkirchen († június 10, 1978)
- Neuss († independent operation on augusztus 7, 1971 - city's territory still served by Rheinbahn lines)
- Neuwied († október 31, 1950)
- Niedersedlitz (október 18, 1977)
- Oberhausen († október 13, 1968 - last line of Vestische Straßenbahnen to Bottrop out of service in 1974; reintroduced tramway service to Mülheim in 1996)
- Offenbach am Main († május 27, 1967, one line remained part of the Frankfurt network until 1996)
- Opladen-Lützenkirchen († július 11, 1955)
- Opladen-Ohligs/Höhscheid († július 10, 1955)
- Osnabrück († május 29, 1960)
- Paderborn († szeptember 27, 1963)
- Pforzheim († október 10, 1964)
- Plettenberg (Dampfstraßenbahn † január 1, 1959 (teherforgalom 1962-ig))
- Ravensburg-Weingarten-Baienfurt († február 23, 1959)
- Recklinghausen († december 30, 1982)
- Rees († április 30, 1966)
- Regensburg († augusztus 1, 1964)
- Remscheid († április 10, 1969)
- Reutlingen († október 19, 1974)
- Rheydt († január 31, 1959 (teherforgalom 1964-ig))
- Saarbrücken († május 22, 1965)
- Saarlouis (+ február 28, 1961)
- Schwelm († március 31, 1956)
- Schwetzingen († 1974)
- Siegen († augusztus 31, 1958)
- Siegburg-Troisdorf-Zündorf († augusztus 31, 1965)
- Solingen († november 15, 1959)
- Staßfurt (április 10, 1900 - december 31, 1957)
- Stralsund (március 25, 1900 - április 7, 1966)
- Sylt (+ december 29, 1970)
- Teltow (1891 - november 1, 1961)
- Trier (július 27, 1890 / október 14, 1905 - szeptember 14, 1951)
- Unna-Kamen-Werne († december 15, 1950)
- Völklingen (szeptember 3, 1909 - április 18, 1959)
- Wahn (május 6, 1917 - október 1, 1961)
- Walldorf ( február 22, 1902 / február 22, 1907 - augusztus 1, 1954)
- Wesel († április 30, 1966)
- Wiesbaden († április 30, 1955)
- Elektrische Straßenbahn Heidelberg - Wiesloch († 1973)
- Worms ( december 6/22, 1906 - január 29, 1956)
- Wuppertal
 († május 30, 1987 (1435 mm-es nyomtávolság)
 († július 31, 1970 (1000 mm-es nyomtávolság))

## Jelenleg is működő hálózatok
- Augsburg villamosvonal-hálózata
- Berlin villamosvonal-hálózata
- Bielefeld (Stadtbahn)
- Bochum (Stadtbahn)
- Bonn villamosvonal-hálózata
- Brandenburg an der Havel
- Bréma villamosvonal-hálózata

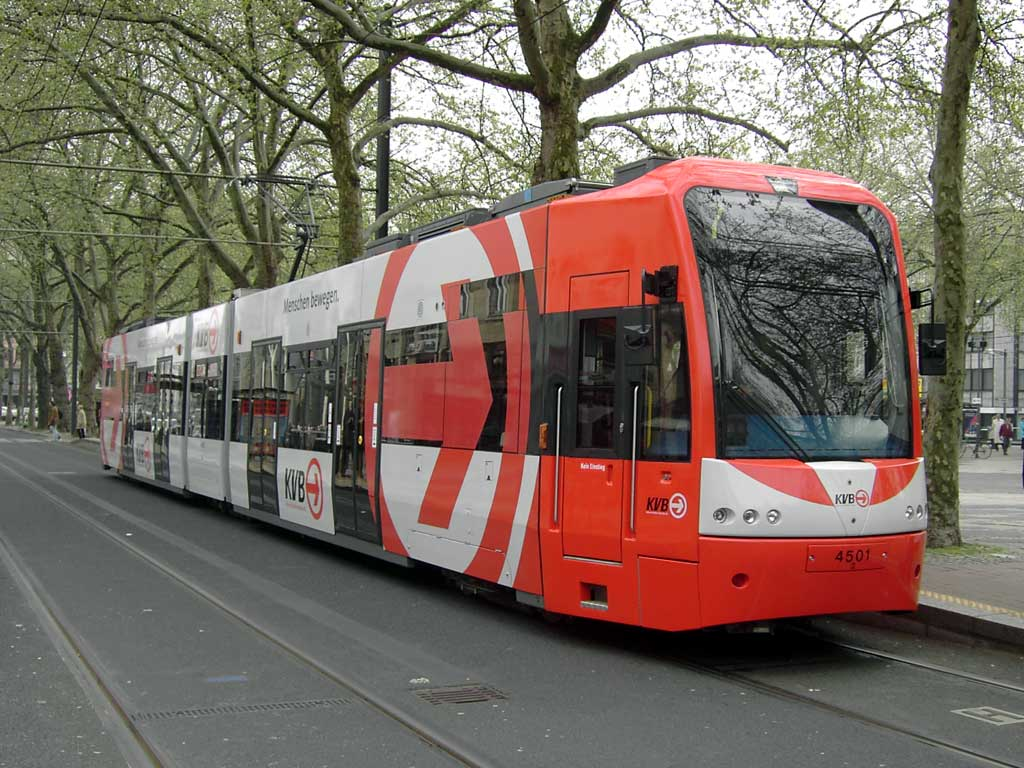
Villamos Kölnben

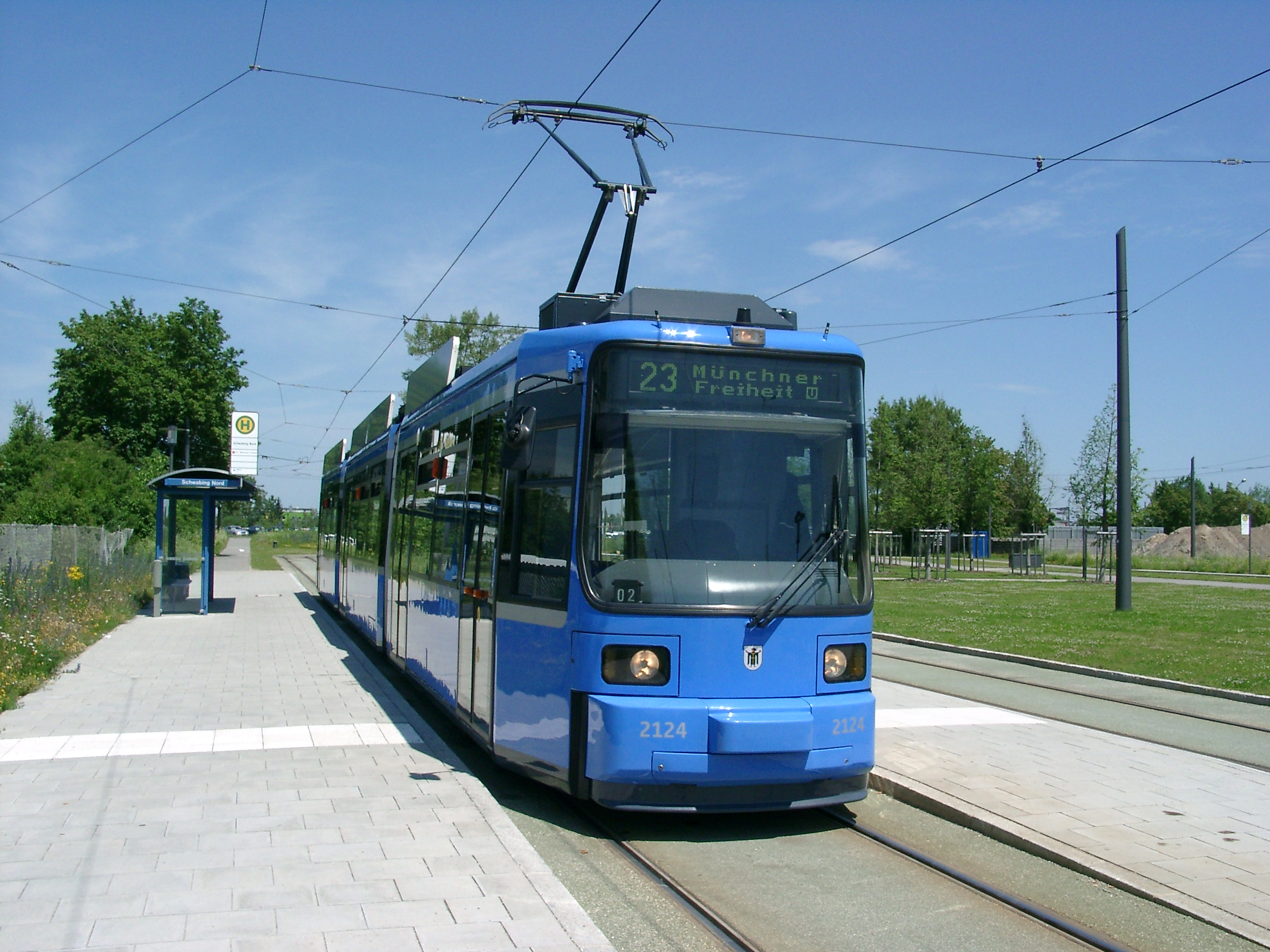
Egy jellegzetes kék színű müncheni villamos

- Braunschweig villamosvonal-hálózata
- Chemnitz villamosvonal-hálózata
- Köln (Stadtbahn)
- Cottbus villamosvonal-hálózata
- Darmstadt villamosvonal-hálózata
- Drezda villamosvonal-hálózata
- Dortmund (Stadtbahn)
- Duisburg (Stadtbahn)
- Düsseldorf (Stadtbahn)
- Erfurt villamosvonal-hálózata
- Essen (Stadtbahn)
- Frankfurt am Main villamosvonal-hálózata
- Frankfurt (Oder) villamosvonal-hálózata
- Freiburg im Breisgau villamosvonal-hálózata
- Gelsenkirchen (Stadtbahn)
- Gera villamosvonal-hálózata
- Görlitz villamosvonal-hálózata
- Gotha villamosvonal-hálózata
- Halberstadt villamosvonal-hálózata
- Halle an der Saale
- Hannover (Stadtbahn)
- Hattingen villamosvonal-hálózata
- Jéna villamosvonal-hálózata
- Karlsruhe (Stadtbahn)
- Kassel villamosvonal-hálózata (Stadtbahn)
- Krefeld villamosvonal-hálózata
- Lipcse villamosvonal-hálózata
- Magdeburg villamosvonal-hálózata
- Mainz villamosvonal-hálózata
- Mannheim/Ludwigshafen/Heidelberg
- Mülheim an der Ruhr villamosvonal-hálózata
- München villamosvonal-hálózata
- Nordhausen villamosvonal-hálózata
- Nürnberg villamosvonal-hálózata
- Plauen villamosvonal-hálózata
- Potsdam villamosvonal-hálózata
- Rostock villamosvonal-hálózata
- Saarbrücken (Stadtbahn)
- Schwerin villamosvonal-hálózata
- Stuttgart (Stadtbahn)
- Ulm villamosvonal-hálózata
- Witten villamosvonal-hálózata
- Würzburg villamosvonal-hálózata
- Zwickau villamosvonal-hálózata